# Diocesi di Arisitum
La diocesi di Arisitum (in latino: Dioecesis Arisitensis) è una sede soppressa e sede titolare della Chiesa cattolica.

## Storia
Arisitum fu un'antica città romana sede di un vescovato merovingio esistito fra il VI e l'VIII secolo. Incerta è la localizzazione della città, che l'Annuario Pontificio indica fra Alès e Le Vigan.
In seguito alle campagne militari del re Teodeberto I contro i Visigoti nel 534 parte dei territori del sud della Francia furono annessi ai reami franchi. In particolare la diocesi di Nîmes si trovò divisa fra i due regni, merovingio e visigoto. Attorno al 570 Sigeberto re di Austrasia fondò la diocesi di Arisitum nella parte merovingia della diocesi di Nîmes; essa era costituita da una quindicina di parrocchie e raggruppava una serie di città a nord delle Cevenne: Alès, Le Vigan, Arre, Arrigas, Meyrueis, Saint-Jean-du-Gard, Anduze, Vissec.
Secondo l'Historiam Francorum di Gregorio di Tours, primo vescovo fu Munderico; alla sua morte la diocesi passò sotto la giurisdizione del vescovo di Rodez Dalmazio. Nel 627 un vescovo di nome Emmone era presente al concilio di Clichy.
Secondo un altro documento risalente all'VIII secolo, Teodeberto II avrebbe sottoposto il distretto di Arisitum al vescovo di Metz Agiulfo, il quale avrebbe consacrato per questa sede suo fratello Deotario, e poi suo nipote Munderico. Se queste informazioni sono autentiche, anche Deotario avrebbe preceduto Emmone, ultimo vescovo di Arisitum di cui si ha conoscenza.
La diocesi scomparve nell'VIII secolo, quanto l'intera Settimania fu conquistata dai Franchi; con la sua soppressione, il territorio ritornò alla diocesi di Nîmes.
Dal 2009 Arisitum è annoverata tra le sedi vescovili titolari della Chiesa cattolica; dal 7 ottobre 2009 il vescovo titolare è Patrick Le Gal, vescovo ausiliare di Lione.

## Cronotassi

### Vescovi
- Deotario †
- Munderico †
- Emmone † (menzionato nel 627)

### Vescovi titolari
- Patrick Le Gal, dal 7 ottobre 2009